# Heilig Kreuz (Simmershofen)

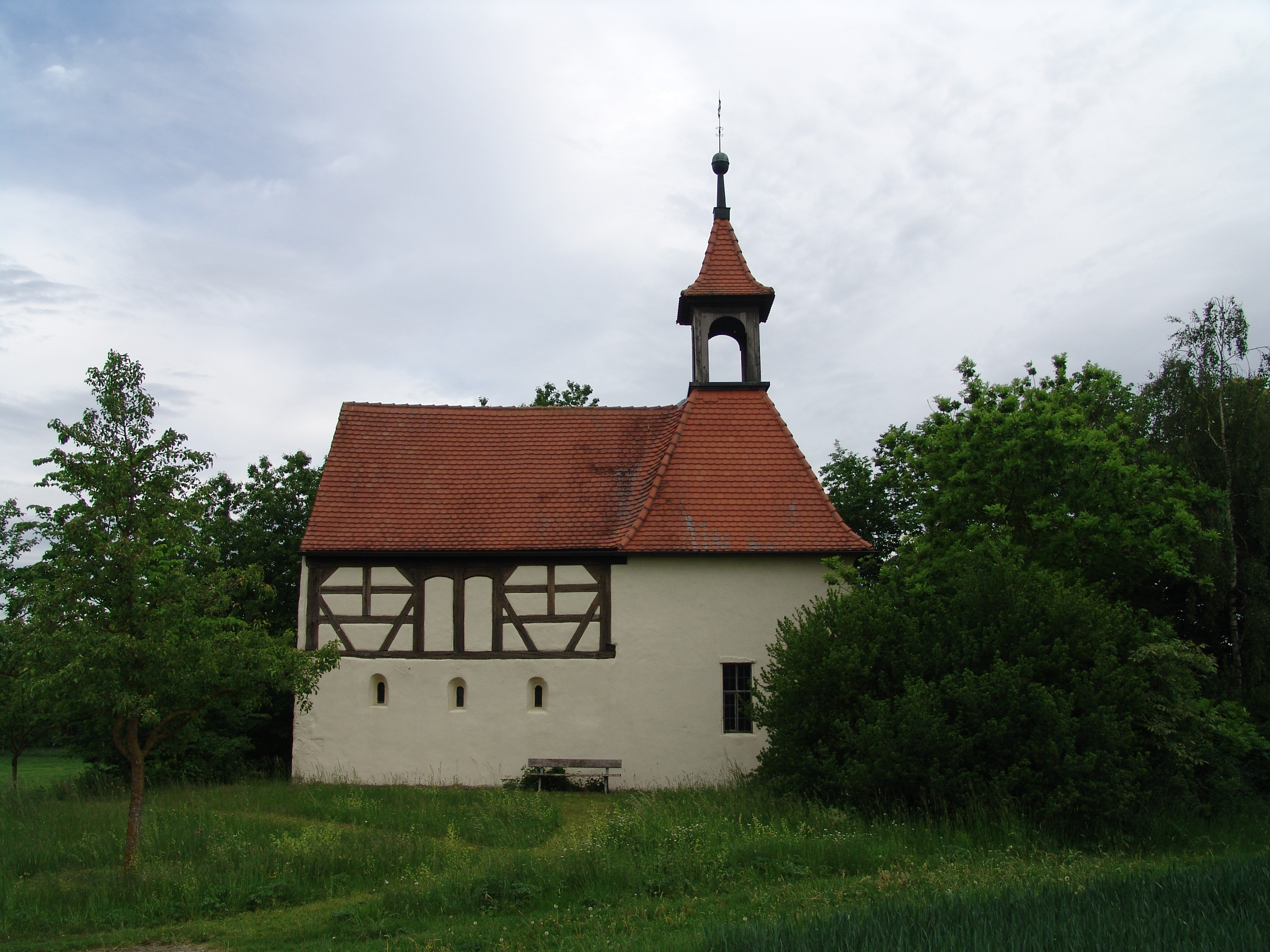
Heilig Kreuz (Simmershofen)

Die denkmalgeschützte, evangelisch-lutherische Kapelle Heilig Kreuz steht in Simmershofen, einer Gemeinde im Landkreis Neustadt an der Aisch-Bad Windsheim (Mittelfranken, Bayern). Die Kirche ist unter der Denkmalnummer D-5-75-163-3 als Baudenkmal in der Bayerischen Denkmalliste eingetragen. Die Kapelle gehört zur Pfarrei St. Michael und Crispin im Dekanat Uffenheim im Kirchenkreis Ansbach-Würzburg der Evangelisch-Lutherischen Kirche in Bayern.

## Beschreibung
Ende des 14. Jahrhunderts wurde der Chorturm an das Langhauses der Saalkirche angefügt. 1757 wurde der Chorturm bis auf die Dachtraufe des mit einem  Geschoss aus Holzfachwerk aufgestockten Langhauses abgetragen und mit einem Dach in Form eines Pyramidenstumpfes bedeckt, auf dem ein offener Dachreiter sitzt.
Der Innenraum des Chors, d. h. das Erdgeschoss des Chorturms, ist mit einem Kreuzrippengewölbe überspannt, der des gleich breiten Langhauses mit einer Flachdecke. Die Laibung des Chorbogens ist mit einer Darstellung der heiligen Helena bemalt.